# 미하라촌 (오카야마현 마니와군)
미하라촌(美原村)은 오카야마현 마니와군에 있던 촌이다. 현재의 마니와시에 해당한다.

## 역사
- 1889년 6월 1일 - 정촌제 시행에 의해 이시키촌, 구리하라촌이 합병해 마시마군 후나쓰촌이 성립하였다.
- 1900년 4월 1일 - 오바군과 합병해 마니와군이 성립하여 후나쓰촌은 마니와군에 소속되었다.
- 1904년 6월 1일- 세키가와촌과 합병해 미카와촌이 성립하여, 동일 미하라촌은 폐지되었다.

## 오아자
- 이시키 一色 （いしき） 719-3151
- 구리하라 栗原 （くりはら） 719-3153

## 참고문헌
- 和泉橋警察署 『新旧対照市町村一覧』第2冊（東京：加藤孫次郎、1889（明22））
- 地名編纂委員会 『角川日本地名大辞典33 岡山』（角川学芸出版、1989、ISBN 4040013301）